# 姊妹亮起來
《姊妹亮起來》是 民間全民電視公司一檔全方位生活資訊型節目。由台灣主持人梁赫群 與 台劇「國民媽媽」之稱的子育 共同主持。這也是兩人首度合作的電視節目。節目於民視無線台 每週三、四晚間22:15分播出。
節目於2022年2月23日首播，同年7月13日 節目開出4+全收視以及25-49高達1.19、總收視人口967,000創節目新高，為當日綜藝收視第一。為乘勝追擊節目《姊妹靚起來》改換《姊妹亮起來》，期望收視率與人氣越來越「亮」! 而節目風格也轉為更符合一家大小的生活、每個大小問題都幫你解決，有多元聊的話題。

## 主持人

### 現任主持人
嚴立婷，梁赫群

### 歷任主持人
- 子育

### 注脚
1. ↑  原名:《姊妹靚起來》